# Catherine Skinner
Catherine Skinner (n. 11 februarie 1990, Mansfield⁠(d), Victoria, Australia) este o trăgătoare de tir ce a reprezentat Australia, medaliată olimpică. A participat la o ediție a Jocurilor Olimpice (2016) în care a câștigat o medalie de aur.